# Livonia Avenue
Livonia Avenue – stacja metra nowojorskiego, na linii L. Znajduje się w dzielnicy Brooklyn, w Nowym Jorku i zlokalizowana jest pomiędzy stacjami Sutter Avenue i New Lots Avenue. Została otwarta 28 grudnia 1906.